# Argyrodes praeacutus
Argyrodes praeacutus är en spindelart som beskrevs av Simon 1903. Argyrodes praeacutus ingår i släktet Argyrodes och familjen klotspindlar.
Artens utbredningsområde är Ekvatorialguinea. Inga underarter finns listade i Catalogue of Life.